# Рыбаковское сельское поселение
Рыбаковское сельское поселение — муниципальное образование в составе Свечинского района Кировской области России, существовавшее в 2006 — 2007 годах.
Центром поселения являлась деревня Рыбаковщина.

## История
Рыбаковское сельское поселение образовано 1 января 2006 года согласно Закону Кировской области от 07.12.2004 № 284-ЗО.
Законом Кировской области от 27 июля 2007 года № 151-ЗО Рыбаковское и Свечинское объединены в Свечинское сельское поселение с административным центром в деревне Самоулки.

## Состав
В состав населения входили 9 населённых пунктов:
- деревня Рыбаковщина
- деревня Адовщина
- деревня Глушковы
- деревня Еременки
- деревня Ивановское
- деревня Малиновка
- деревня Немовщина
- деревня Никитенки
- деревня Шумихины